# Црвена и плава пилула
Термини "црвена пилула" и "плава пилула" односе се на избор између спремности да се сазна потенцијално узнемирујућа истина или истина која ће промјенити живот узимањем црвене пилуле или остајања у задовољном незнању са плавом пилулом. Термини се односе на сцену у филму Матрикс из 1999. године.

## Позадина
У матриксу, главном лику Неу је понуђено да изабере између црвене и плаве пилуле вође побуњеника Морфијуса. Морфијус каже "Узми плаву пилулу... прича завршава, будиш се у кревету и вјерујеш у шта желиш да вјерујеш. Узми црвену пилулу... остани у Земљи чуда, и показаћу ти колико иде дубоко зечја рупа." Црвена пилула представља неизвјесну будућност, непознату Неу у то вријеме, он узима црвену пилулу — ослободила би га ропске контроле свијета снова генерисаног машинама и омогућила му да побјегне у стварни свијет, али живот у "стваној истини“ је оштрији и тежи. С друге стране, плава пилула представља прелијеп затвор — то би га одвело назад у незнање, живећи у ограниченом комфору без потребе или страха у симулираној реалности матрикса. Нео бира црвену пилулу и придружује се побуни.

### Матрикс(1999)

#### Стварност, субјективност и религија
Матрикс (1999), који су режирале сестре Ваховски, упућује на историјске митове и филозофију, укључујући гностицизам, егзистенцијализам и нихилизам. Премиса филма подсјећа на Платонов Мит о Пећини, Џуангзијеву "Џуангзи је сањао да је лептир", Декатров скептицизам и злог демона, Кантове рефлексије о феномену против Ding an sich, Нозикву "експерименталну машину", концепт симулиране стварности и мозак у бачви мисаоног експетимента. Матрикс директно референцира Керолову новелу Алиса у земљи чуда са фразама "бијели зец" и "низ зечју рупу".
Снажан утицај имала је аниме филмска адаптација јапанског редитеља Маморуа Ошија из 1995. манге Масамунеа Широа из 1989. Дух у оклопу.
У Матриксу, Нео чује гласине о матриксу и мистериозном човјеку по имену Морфијус.  Нео проводи ноћи за кућним рачунаром покушавајући да открије тајну матрикса и шта је матрикс. На крају, други хакер, Тринити, упознаје Неа са Морфијусом.
Морфијс објашњава Неу да је матрикс илузорни свијет створен да спријечи људе да открију да су робови спољашњег утицаја. Држећи пилуиле на сваком од својих дланова, он описује избор са којим се Нео суочава::
Ово ти је последња шанса. Послије овога нема повратка. Узми плаву пилулу — прича се завршава, пробудиш се у свом кревету и верујеш у шта желиш да верујеш. Узми црвену пилулу — остајеш у земљи чуда, а ја ћу ти показати колико дубока је зечја рупа. Запамти: све што нудим је истина. Ништа више.
Плава пилула ће омогућити субјекту да остане у измишљеној стварности матрикса; црвена служи као „уређај за лоцирање“ да лоцира тијело субјекта у стварном свујету и да га припреми да буде „искључен“ из матрикса. Једном када се изабере црвена или плава пилула, избор је неопозив.